# Lycaenesthes aruana
Lycaenesthes aruana är en fjärilsart som beskrevs av Butler 1899. Lycaenesthes aruana ingår i släktet Lycaenesthes och familjen juvelvingar. Inga underarter finns listade i Catalogue of Life.